# Siebold Hartkamp
Siebold Jan Hartkamp (Alphen aan den Rijn, 8 november 1938) is een Nederlands voormalig politicus van de ARP en later het CDA maar ook publicist.
Zijn vader, Jan Hartkamp, was dominee in onder andere Alphen aan den Rijn en Den Helder. Hartkamp studeerde rechten aan de Vrije Universiteit Amsterdam (doctoraal in 1965) en was rector van het studentencorps aldaar. Vervolgens vervulde hij zijn dienstplicht als juridisch medewerker op het ministerie van Defensie in Den Haag. Daarna begon hij zijn bestuurlijke loopbaan als kabinetsmedewerker van de Commissaris der Koningin in Noord-Brabant waar hij het bracht tot referendaris tweede klas. In die periode was hij ook politiek actief, zo was hij in 's-Hertogenbosch gemeenteraadslid waarbij hij deel uitmaakte van de ARP/CHU-fractie. In oktober 1971 volgde zijn benoeming tot burgemeester van Franekeradeel welke functie hij behield tot na de Friese gemeentelijke herindeling van 1984 toen onder andere de gemeente Franeker erbij kwam. Van 1993 tot zijn pensionering in november 2003 was hij burgemeester van Sneek.
Hartkamp was lange tijd hoofdredacteur van het weekblad CD/Actueel. Hij bedankte voor het CDA naar aanleiding van het vluchtelingenbeleid en de samenwerking met de PVV en werd lid van de PvdA. 
Als columnist was Hartkamp onder meer actief voor het politicologentijdschrift Namens, het weekblad De Nederlandse Gemeente, de Sneker Zakenspiegel en de Leeuwarder Courant. Van zijn columns in het VNG Magazine verscheen de bundel Gebakken Luchtkastelen (1999), zijn gelijknamige columns in CD/Actueel, onder het pseudoniem Van Schalsum, zijn gebundeld in Ik wil me er niet mee bemoeien.
Hartkamp was verder bestuurlijk actief op het gebied van kunst en architectuur. De Siebold Hartkamp Stichting reikt jaarlijks de 'Kleine Bouwprijs van Sneek' uit aan opdrachtgevers van kleine bouwwerken met bijzondere zorg voor de welstand. In Friesland was hij onder andere voorzitter van de Provinciale Planologische Commissie en de Aankoopcommissie Beeldende Kunst. Landelijk was hij voorzitter van de Stichting Doen.
Siebold Hartkamp is ereburger van de Japanse stad Kurobe en Officier in de orde van Oranje Nassau.